# Анна де Виль
А́нна де Виль (англ. Anna De Ville, род. 12 февраля 1997 года, Портленд, Орегон, США) — американская порноактриса и эротическая модель.

## Биография
Родилась 12 февраля 1997 года в городе Портленд, штат Орегон, США. У неё есть сестра-близнец. Во время обучения в средней школе поступила в художественную академию, но через два года бросила её. Затем 4 года работала в секс-шопе.
В мае 2015 года переехала в Лос-Анджелес, где начала карьеру порноактрисы в возрасте 18 лет. Работала с такими компаниями, как Evil Angel, New Sensations, Digital Sin, Zero Tolerance, Girlfriends Films, Brazzers и другие.
Первоначально снималась под сценическим именем Anna Lee (отсылка к последнему стихотворению Эдгара Аллана По «Аннабель Ли», но впоследствии сменила псевдоним на «Анна де Виль» (см. Стервелла/Круэлла Де Виль, «101 далматинец»).
В 2017 году получила свою первую номинацию на AVN Awards в категории «Лучшая парная сцена» за фильм BoHo Beauties.
Некоторые фильмы: Anal Newbies 4, Deep Anal Action 2, Evil Couple Prowls Anal Teens, Hookup Hotshot You Gotta Have Guts, I Blackmailed My Stepdaughter’s Ass, My Hotwife’s Black Bull 2, My Sister Likes It Rough, True Anal 2, Young Anal Adventures.
Снялась более чем в 120 фильмах.

## Награды и номинации
| Год  | Церемония                   | Результат | Номинация                                                    | Работа                    |
| ---- | --------------------------- | --------- | ------------------------------------------------------------ | ------------------------- |
| 2017 | AVN Awards                  | Номинация | Лучшая парная сексуальная сцена                              | BoHo Beauties             |
| 2017 | AVN Awards                  | Номинация | Приз зрительских симпатий: самый горячий дебютант            | н/д                       |
| 2017 | Spank Bank Awards           | Номинация | Банкомат                                                     | н/д                       |
| 2017 | Spank Bank Awards           | Номинация | Лучший DSL                                                   | н/д                       |
| 2017 | Spank Bank Awards           | Номинация | Лучший плевательщик                                          | н/д                       |
| 2017 | Spank Bank Awards           | Победа    | Лучший исполнитель бондажа года                              | н/д                       |
| 2017 | Spank Bank Awards           | Номинация | Самый внушающий благоговейный трепет зевок                   | н/д                       |
| 2017 | Spank Bank Awards           | Номинация | Наиболее полное использование всех отверстий                 | н/д                       |
| 2017 | Spank Bank Awards           | Номинация | Забавного размера игрушка для траха                          | н/д                       |
| 2017 | Spank Bank Awards           | Победа    | Восхитительная рыжая девушка года                            | н/д                       |
| 2017 | Spank Bank Awards           | Номинация | Самый красивый рот шлюхи                                     | н/д                       |
| 2017 | Spank Bank Awards           | Номинация | Хорошенькая в розовом                                        | н/д                       |
| 2017 | Spank Bank Awards           | Номинация | Татуированная соблазнительница года                          | н/д                       |
| 2017 | Spank Bank Awards           | Номинация | Совершенство в уходе за "Газоном"                            | н/д                       |
| 2017 | Spank Bank Awards           | Номинация | Цель года - Кончить на лицо                                  | н/д                       |
| 2017 | Spank Bank Awards Technical | Победа    | Скорее всего, тебя трахнут во все дырки на всех континентах. | н/д                       |
| 2017 | Spank Bank Awards Technical | Победа    | Девушка с разинутым ртом в форме сердца                      | н/д                       |
| 2018 | AVN Awards                  | Номинация | Лучшая оральная сцена                                        | Throat & Tit Fucking Teen |
| 2018 | AVN Awards                  | Номинация | Лучшая скандальная сексуальная сцена                         | Summer Sluts              |
| 2018 | AVN Awards                  | Номинация | Приз зрительских симпатий: самые впечатляющие груди          | н/д                       |
| 2020 | AVN Awards                  | Номинация | Лучшая иностранная исполнительница года                      |                           |
| 2021 | AVN Awards                  | Номинация | Лучшая иностранная исполнительница года                      |                           |
| 2022 | AVN Awards                  | Номинация | Лучшая иностранная исполнительница года                      |                           |
| 2023 | AVN Awards                  | Номинация | Лучшая иностранная исполнительница года                      |                           |
| 2024 | AVN Awards                  | Номинация | Лучшая иностранная исполнительница года                      |                           |